# 普拉塔丹西多尼亚
普拉塔丹西多尼亚（義大利語：Prata d'Ansidonia），是意大利阿奎拉省的一个市镇。总面积19.64平方公里，人口524人，人口密度26.7人/平方公里（2009年）。ISTAT代码为066074。